# Ruská
Ruská é um município da Eslováquia, situado no distrito de Michalovce, na região de Košice. Tem 11,9 km² de área e sua população em 2018 foi estimada em 578 habitantes.

## Demografia
| Ano:        | 1994 | 2004   | 2014   | 2024   |
| ----------- | ---- | ------ | ------ | ------ |
| Broj ljudi: | 575  | 590    | 609    | 615    |
| Razlika:    |      | +2,60% | +3,22% | +0,98% |

| Ano:               | 2023 | 2024   |
| ------------------ | ---- | ------ |
| Número de pessoas: | 608  | 615    |
| Diferença:         |      | +1,15% |